# Snoop Dogg's Fatherhood
Snoop Doggs's Father Hood é um reality show estrelando Snoop Dogg e sua família. Sua família inclui sua esposa Shante, sua filha Cori que ele chama de "Choc", seu filho Cordel que ele chama de "Rook" e seu filho mais velho Corde que é chamado de "Spank". O programa foi estreado nos Estados Unidos da América em 9 de Dezembro de 2007 no canal E! e em 13 de Janeiro de 2008 no Reino Unido. O programa é classificado com a censura para 14 anos, mas é muitas vezes confundido para não ser censurado.